# Liste der Bodendenkmale in Netzschkau
In der Liste der Bodendenkmale in Netzschkau sind die Bodendenkmale der Stadt Netzschkau und ihrer Ortsteile nach dem Stand der Auflistung von Volkmar Geupel aus dem Jahr 1983 aufgelistet. Eventuelle Änderungen und Ergänzungen, insbesondere aus der Zeit nach der Wende, sind nicht berücksichtigt, da für Sachsen aktuell keine neueren allgemein zugänglichen Bodendenkmallisten vorliegen. Die Baudenkmale sind in der Liste der Kulturdenkmale in Netzschkau aufgeführt.
| Denkmal-ID | Fundart            | Ortsteil   | Bezeichnung          | Zeitstellung | Lage                                                 | Bemerkungen | Bild |
| ---------- | ------------------ | ---------- | -------------------- | ------------ | ---------------------------------------------------- | --- | ---- |
| ?          | Befestigung > Burg | Netzschkau | Wehranlage „Schloss“ | Mittelalter  | nördlich im Ort auf einem Bergsporn über dem Limbach | Höhenburg in Spornlage, eingeebnet und durch Schloss überbaut, Rundturm und Nordwestecke enthalten evtl. ursprüngliche Bausubstanz, Schutz seit 5. Oktober 1970 |      |